# Thiébaut de Bar (mort en 1312)
Pour les articles homonymes, voir Thiébault et Thiébaut de Bar.
Thiébaut de Bar, né vers 1260 et mort en 1312, est prince-évêque de Liège de 1302 à 1312.

## Biographie
Thiébaut de Bar est fils de Thiébaut II, comte de Bar et de Jeanne de Toucy.
Il fut pourvu de nombreux prébendes et canonicats. Il était chanoine en Lorraine de Metz, Toul et Verdun. Il disposait, en outre, de prébendes à Paris, Beauvais, Reims, Le Mans, Lincoln, Troyes et enfin Liège. En 1296, à la mort de Bouchard d'Avesnes, évêque de Metz, il fut l'un des candidats en compétition avec Frédéric de Lorraine, évêque d'Orléans. Finalement, ce fut un troisième religieux, Gérard de Rhéninghe, qui fut choisi.
Le 13 décembre 1302 mourut Adolphe de Waldeck, prince-évêque de Liège. Il y avait trois candidats et Guillaume d'Arras fut élu, mais refusa l'élection arguant qu'il n'était pas noble et désigna Thiébaut de Bar comme le plus compétent pour le siège. Celui-ci fut alors élu, élection qui fut confirmée par le pape le 13 mars 1303. Thiébaut était alors à Rome, mais ne put partir immédiatement, car il devait régler ses dettes.
Il signa un traité d'alliance avec Philippe le Bel, roi de France le 8 septembre 1304. En 1308, son neveu à la mode de Bretagne Henri VII de Luxembourg fut élu roi des Romains, et il fut l'un de ses principaux conseillers. En 1312, Henri VII fit le voyage à Rome pour se faire sacrer empereur et Thiébaut l'accompagna. Le roi Robert Ier de Naples, inquiet de l'autorité du nouvel empereur, l'attaqua dans les faubourg de Rome le 25 mai 1312. Mortellement blessé, Thiébaut mourut peu après.
C'est à la suite d'une commande de Thiébaut de Bar que Jacques de Longuyon entreprend la rédaction des Vœux du paon (1312-1313), un poème courtois s'inscrivant dans la riche tradition littéraire médiévale élaborée autour de la figure d'Alexandre le Grand. L’œuvre a connu  un immense succès en Europe occidentale jusqu'à la fin du Moyen Âge, engendrant traductions, continuations, réécritures et imitations. Il a aussi marqué durablement l'imaginaire chevaleresque en introduisant le motif littéraire et artistique des Neuf Preux et popularisant le rituel des vœux sur un oiseau, dont la manifestation la plus éclatante sera le Vœu du faisan en 1454.